# إعصار جولييت (2001)
إعصار جولييت هو إعصار قوي في المحيط الهادئ، ضرب المكسيك في سبتمبر 2001. كان إعصارًا استوائيًا طويل الأمد، نشأ من موجة استوائية خرجت من غرب إفريقيا، وهي نفس الموجة التي تسببت سابقًا في منخفض استوائي أطلسي تاسع بالقرب من نيكاراغوا في 19 سبتمبر. وبعد يومين، نشأ منخفض استوائي جديد قبالة سواحل غواتيمالا، والذي أصبح إعصار جولييت بحلول 22 سبتمبر حيث اشتد بسرعة قبالة غرب المكسيك. وفي 24 سبتمبر، اشتد إلى إعصار من الفئة 4 على مقياس سفير-سيمبسون، لكنه ضعف بسبب دورة استبدال جدار العين، ثم اشتد مرة أخرى بعد يوم واحد ليصل إلى أقصى سرعة للرياح المستدامة 230 كم / ساعة، مع ضغط جوي أدنى يبلغ 923 مليبار. ضعف أثناء تحركه نحو شبه جزيرة باخا كاليفورنيا،مما تسبب في رياح بقوة الأعاصير وأمطار غزيرة عبر باخا كاليفورنيا سور. في 30 سبتمبر بعد أن ضعف الإعصار، هبط الاعصار بالقرب من سان كارلوس عاصفةً استوائيةً بسيطةً. بعد الانجراف عبر خليج كاليفورنيا، تبدد الاعصار في 3 أكتوبر.

أثناء مساره عبر المحيط الهادئ، أثر إعصار جولييت على جزء كبير من ساحل المحيط الهادئ في المكسيك، مما أسفر عن مقتل 13 شخصًا من تشياباس إلى شبه جزيرة باجا كاليفورنيا. حدثت أقوى الرياح وأغزر الأمطار في باجا كاليفورنيا سور، مع هبات رياح بلغت سرعتها 174 كم / ساعة (108 ميل في الساعة)، وبلغ إجمالي هطول الأمطار 1011 ملم (39.80 بوصة) مسجلة في سانتياجو. بلغت الأضرار في البلاد أكثر من 1.755 مليار بيزو مكسيكي (188 مليون دولار أمريكي)، وكان أسوأها في ولاية سونورا. هناك، تعادلت الأمطار على مدى ثلاثة أيام مع متوسط هطول الأمطار السنوي، مما أدى إلى حدوث فيضانات وانهيارات أرضية. كما تسبب الإعصار في مقتل بحار قبالة ساحل أكابولكو. وامتدت العواصف الرعدية إلى جنوب غرب الولايات المتحدة، مما أدى إلى سقوط خطوط الكهرباء بالقرب من بالم سبرينجز.

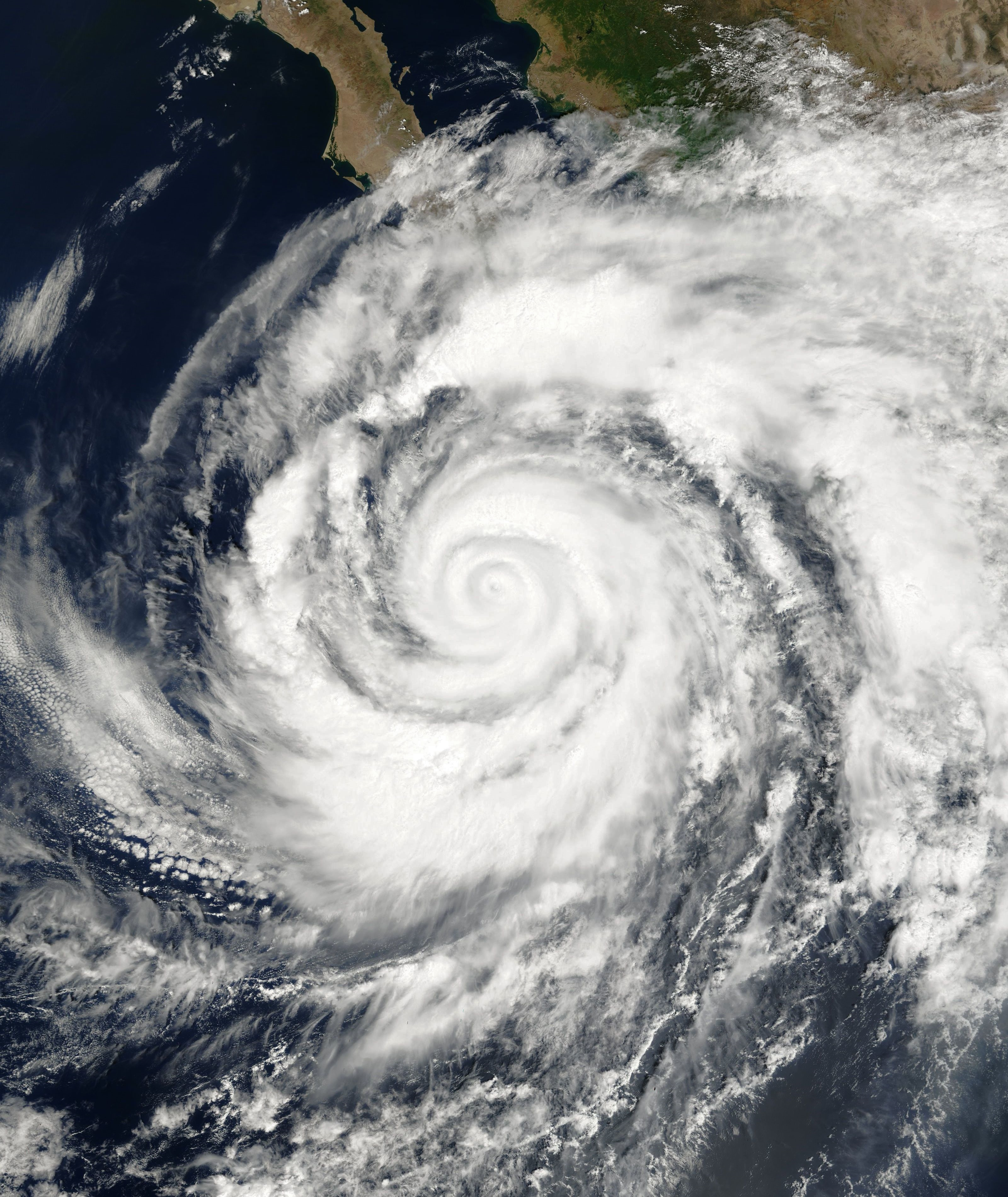
إعصار جولييت بثلاثة جدران عينية متزامنة في 26 سبتمبر.

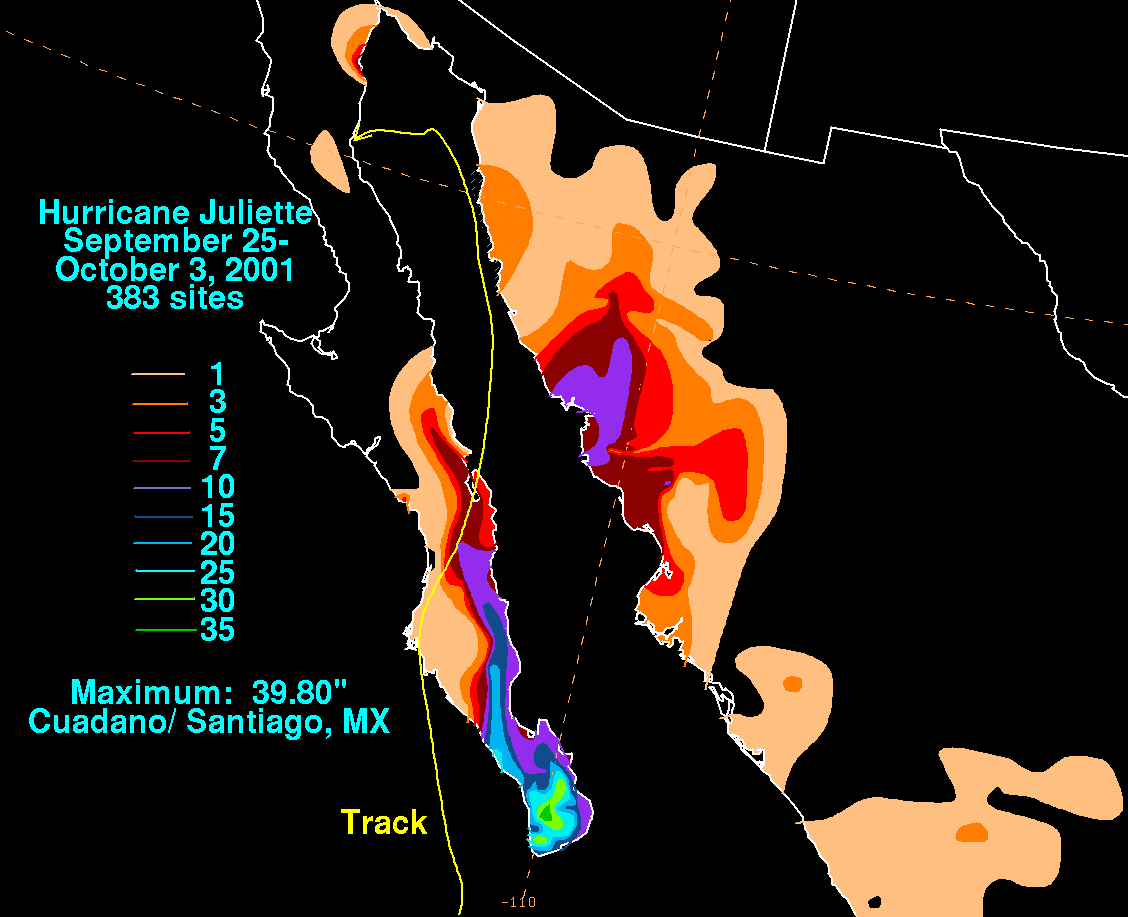
إجمالي هطول أمطار العاصفة جولييت.